# گرمانو د فیگوئیردو
گرمانو د فیگوئیردو (انگلیسی: Germano de Figueiredo; ۲۳ دسامبر ۱۹۳۲ – ۱۴ ژوئیهٔ ۲۰۰۴) بازیکن فوتبال اهل پرتغال بود.
از باشگاه‌هایی که در آن بازی کرده‌است می‌توان به باشگاه فوتبال بنفیکا و باشگاه فوتبال سالگیروش اشاره کرد.
وی همچنین در تیم ملی فوتبال پرتغال بازی کرده‌است.